# 阿亞古斯河
阿亞古玆河，是位於哈薩克斯坦東部的河流。

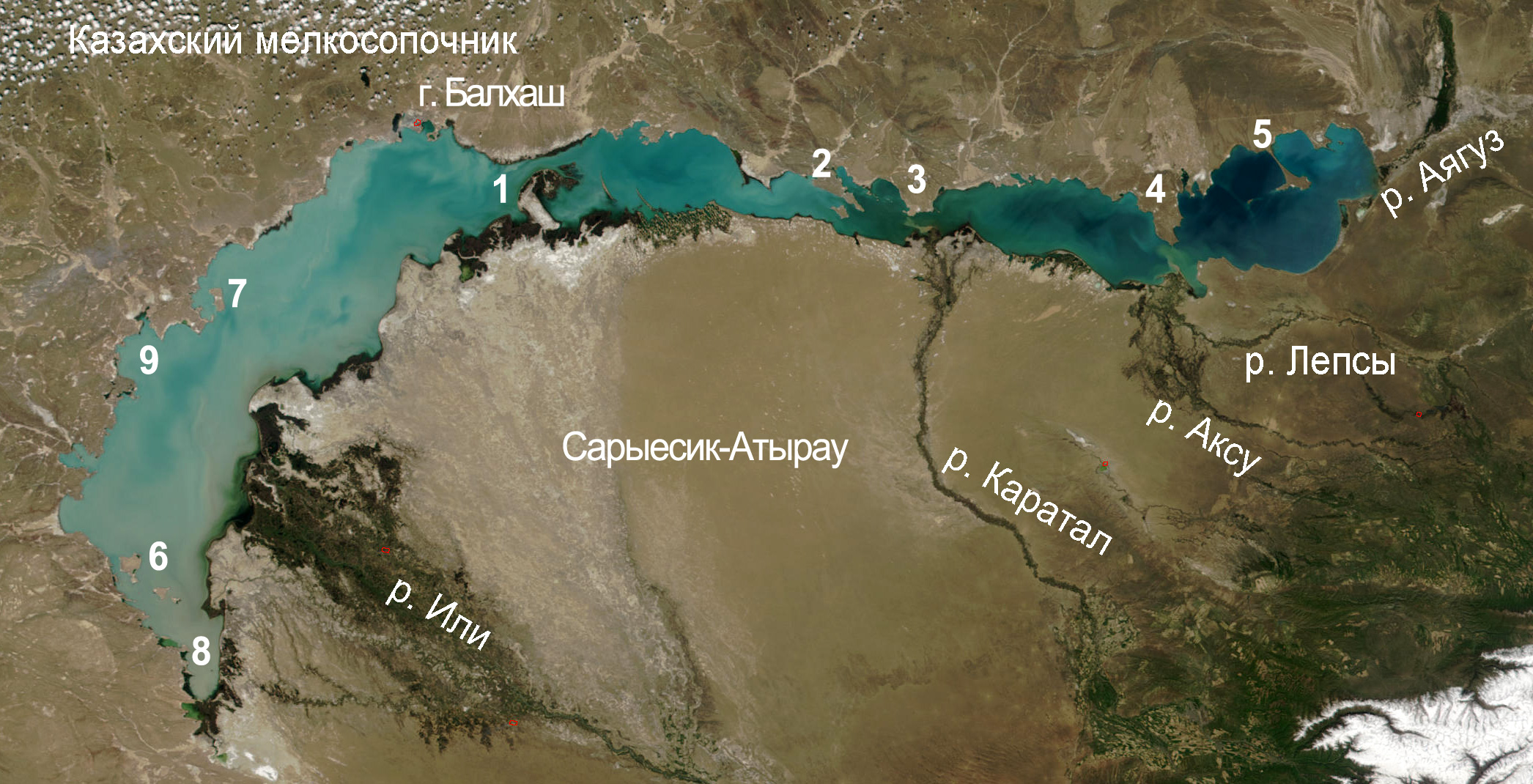
阿亞古玆河全貌

阿亞古玆河長492公里，覆蓋面積15000平方公里，源頭是塔爾巴哈台山上的溶雪，最終流入巴爾喀什湖。
河下游的蘆葦叢以前曾經是里海虎的棲息地。